# Blechburg

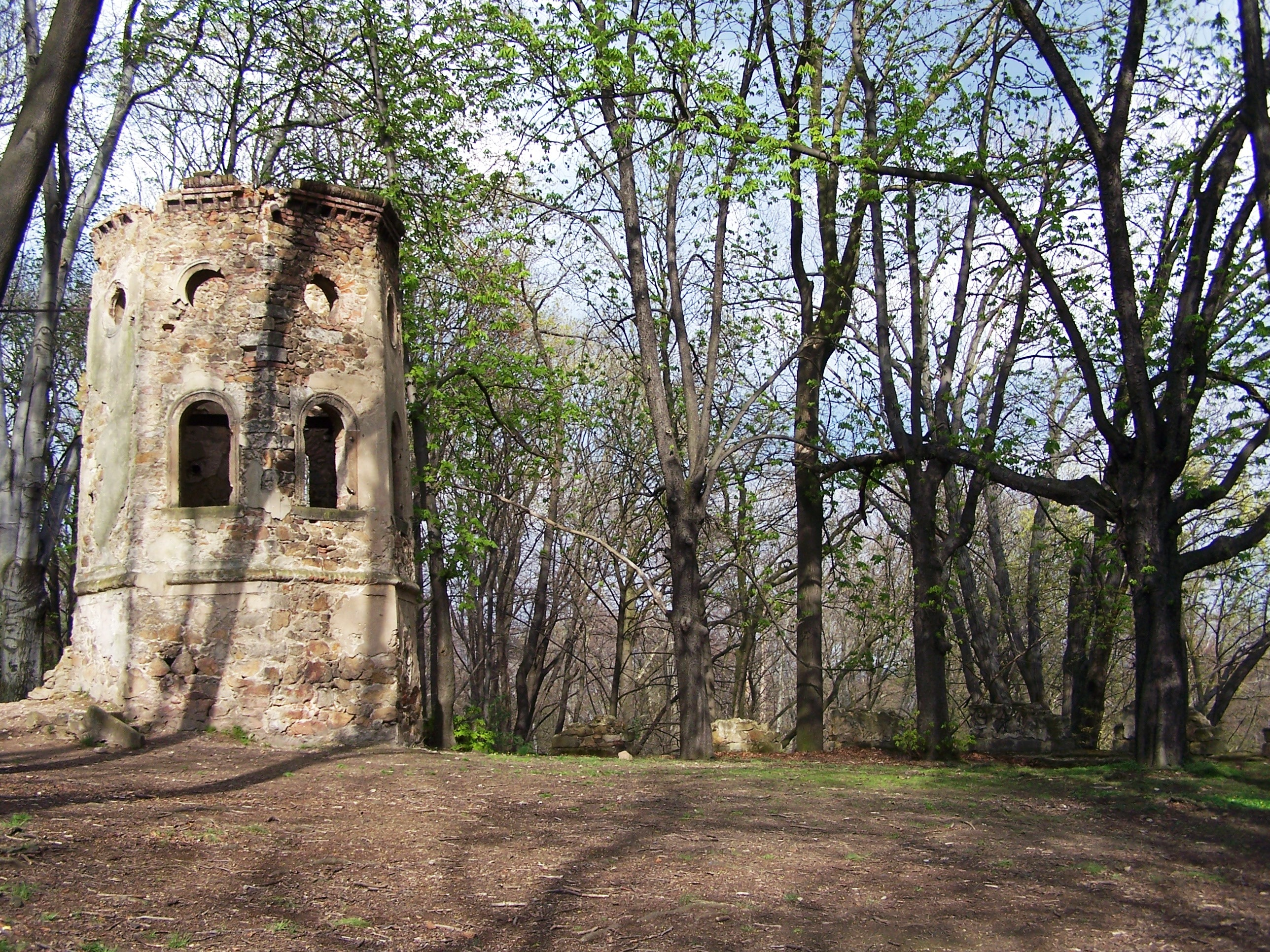
Die Ruine Blechburg auf der Bastion, rechts davon sind die Reste der Brüstung zu sehen (2008)

Die Blechburg ist ein heute ruinöser, ehemaliger Aussichtsturm mit Aussichtsbastion am nördlichen Ende des Jägerbergs auf Wahnsdorfer Flur in der Stadt Radebeul in Sachsen. Die Ruine steht inmitten eines in den letzten Jahrzehnten aufgelaufenen Waldes auf der Hangkante auf etwa 235 m ü. NHN oberhalb der Villa Jägerberg im Augustusweg 110, zum Stadtteil Oberlößnitz gehörend. Die Villa am Fuß des Steilhangs steht bei 170 m (über Grund knapp 200 m entfernt), und die Straße liegt auf Höhe von 158 m ü. NHN.

## Beschreibung

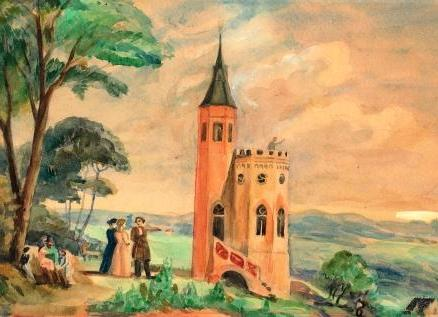
Hantschs Weinberg in der Oberlößnitz, Aquarellentwurf zum Ölgemälde von Woldemar Hermann, 1844

Schaubild des Bilz-Sanatoriums, Gesamtanlage um 1900, die Blechburg mit Bastion oben rechts, links der Mäuseturm

Hantzsch-Villa mit Jägerberg und Aussichtsturm. Davor der Fiedlerbach mit dem Wohnhaus Heinrich Octavius Adolph Braun-Brown. Um 1850

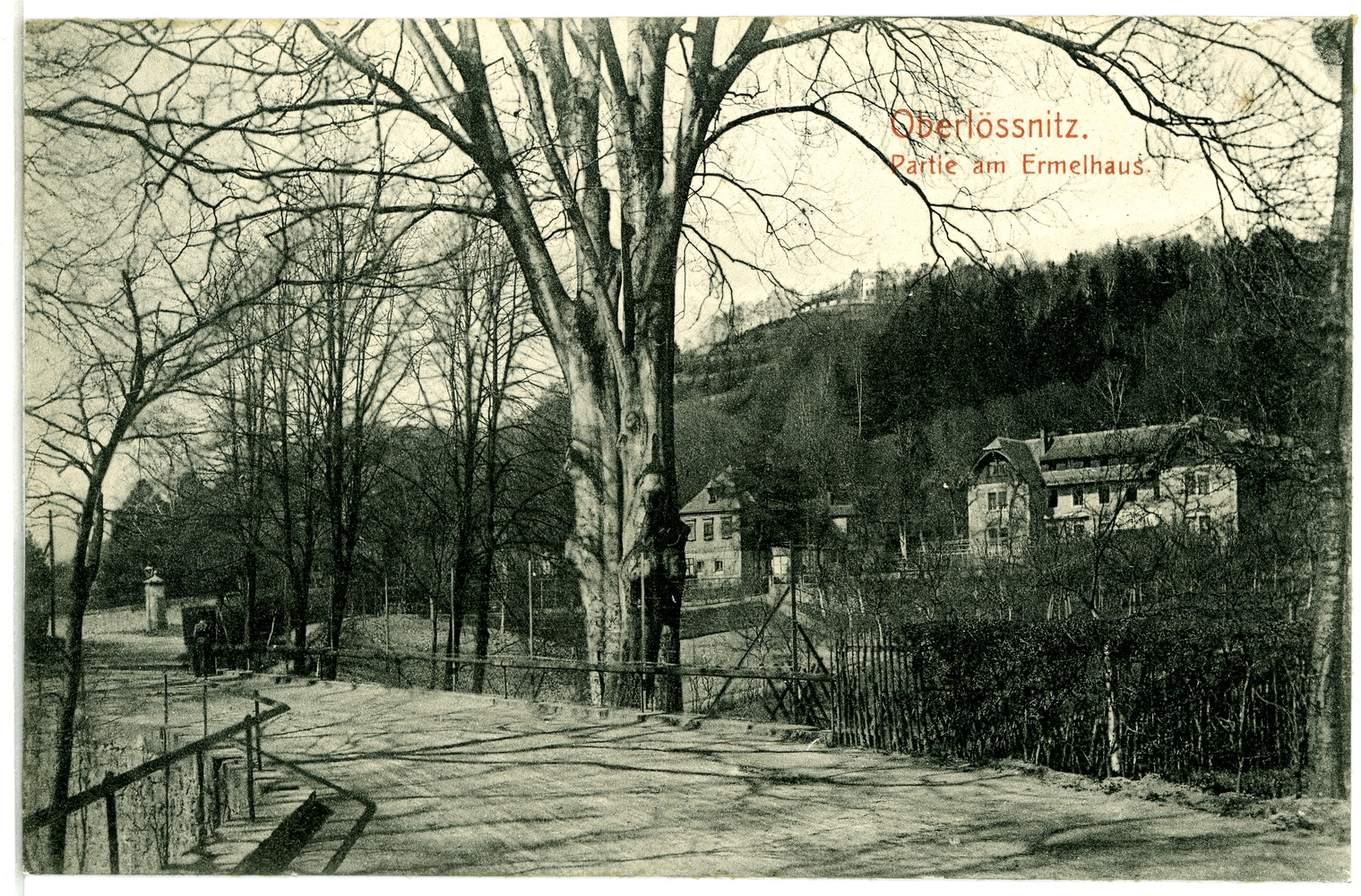
Blechburg auf zinnenbewehrter Aussichtsbastion hoch über dem Jägerberg. Rechts steht das Ermelhaus, 1903

Der seinerzeitige Besitzer des Jägerbergs, der Weinbergsbesitzer und Weinhändler August Traugott Hantzsch, ließ 1844 auf der Höhe seines Weinbergsanwesens, etwa gleichauf mit dem Spitzhaus, durch seinen Dresdner Architekten Woldemar Hermann einen Aussichtsturm „im gotischen Style“ mit Unterstellmöglichkeit errichten. Anlass soll ein Regenschauer gewesen sein, der das Weinhändlerehepaar auf der Höhe überraschte.
Der „30 Ellen hohe“ (entsprechend 17 Metern) Aussichtsturm (Erkerturm) wurde auf einem achteckigen Grundriss aus Granitblöcken errichtet. Er verjüngte sich nach oben und war obenauf mit einem Zinnenkranz versehen. Im Erdgeschoss waren, direkt zugänglich, Vorrats- und Geräteraum. Der Hauptraum darüber mit fünf spitzbogigen Sandsteinfenstern und einem hölzernen Gewölbe war nur über eine Außentreppe erreichbar. Die obenauf gelegene Aussichtsplattform wurde über den angebauten schlanken Treppenturm mit Spitzhaube bestiegen. Davor befand sich direkt an der Hangkante eine Aussichtsbastion. Von dort oben hatte man, jedenfalls einem Ölgemälde von 1844 zufolge, einen Blick bis nach Dresden zur Frauenkirche. Heute ist die Aussicht zugewaldet.
Der Oberlößnitzer Naturheilkundler Friedrich Eduard Bilz erwarb den Aussichtsturm 1895 im Zusammenhang mit dem Erwerb von Haus Jägerberg, das er 1899 zu seinem Kurhaus IV machte. Die Blechburg wurde zu einem der Zielpunkte der vielen Wege, die Bilz für die Patienten und Besucher seines Bilz-Sanatoriums anlegte.
1944 wurde der Turm von Hitlerjungen angezündet und brannte ab. Heute steht nur noch die Ruine des denkmalgeschützten, achteckigen Erkerturms, bestehend aus den Außenwänden. Auch die erste Stufe der Außentreppe ist noch erkennbar.

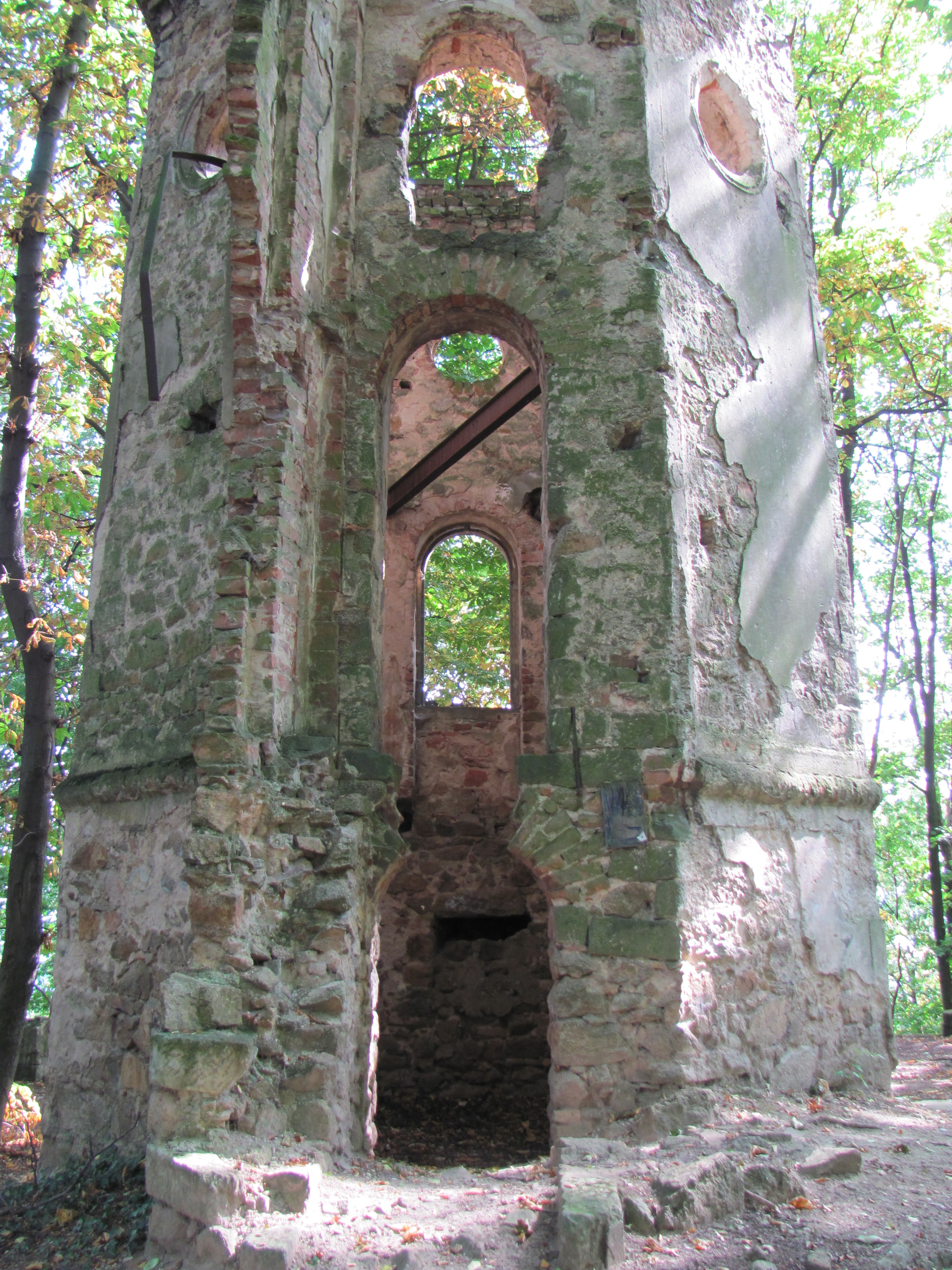
Blick auf den abgebrochenen Treppenturm: Unten der Zugang zum Kellerraum
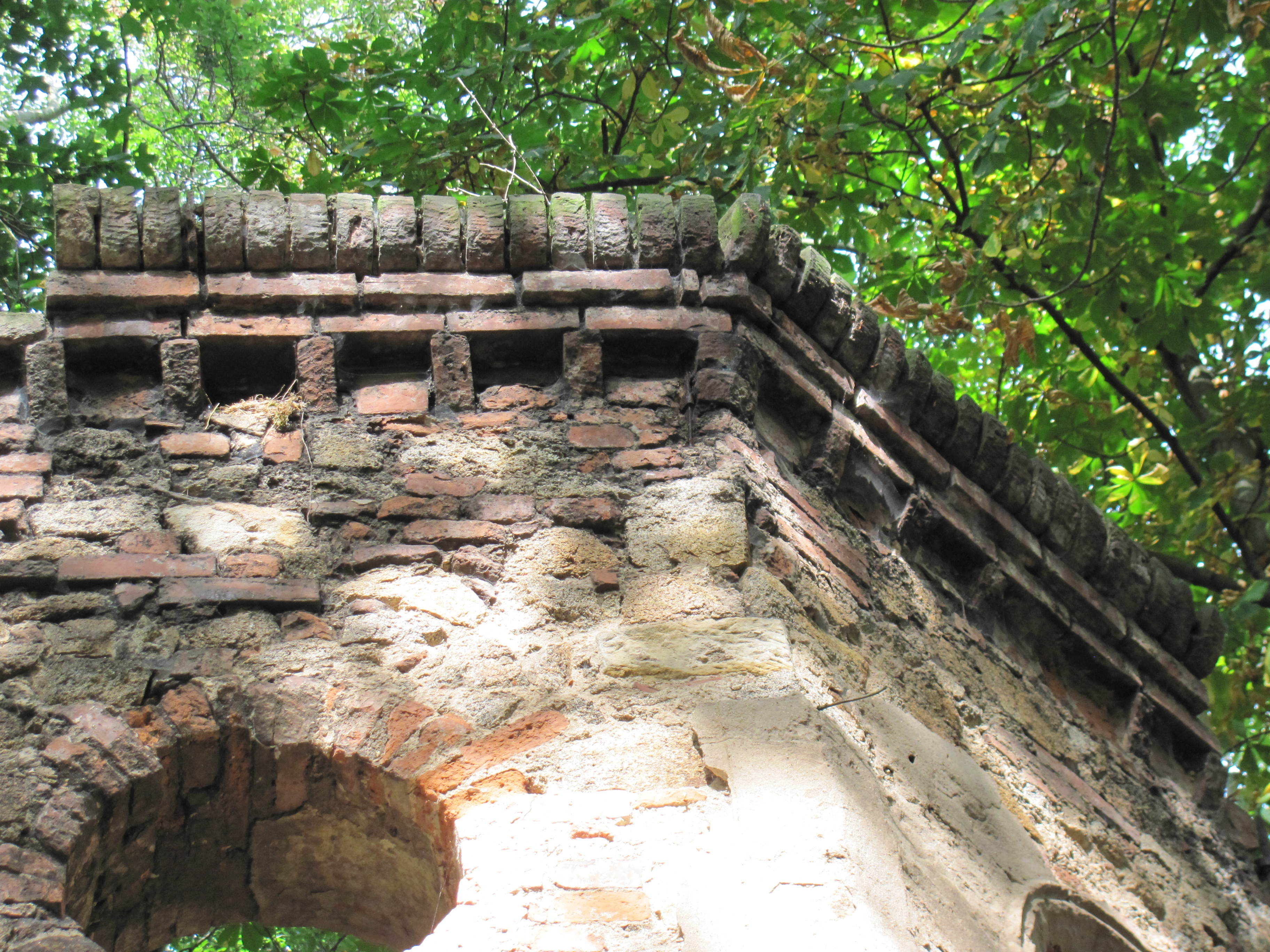
Reste des einstigen Zierkranzes
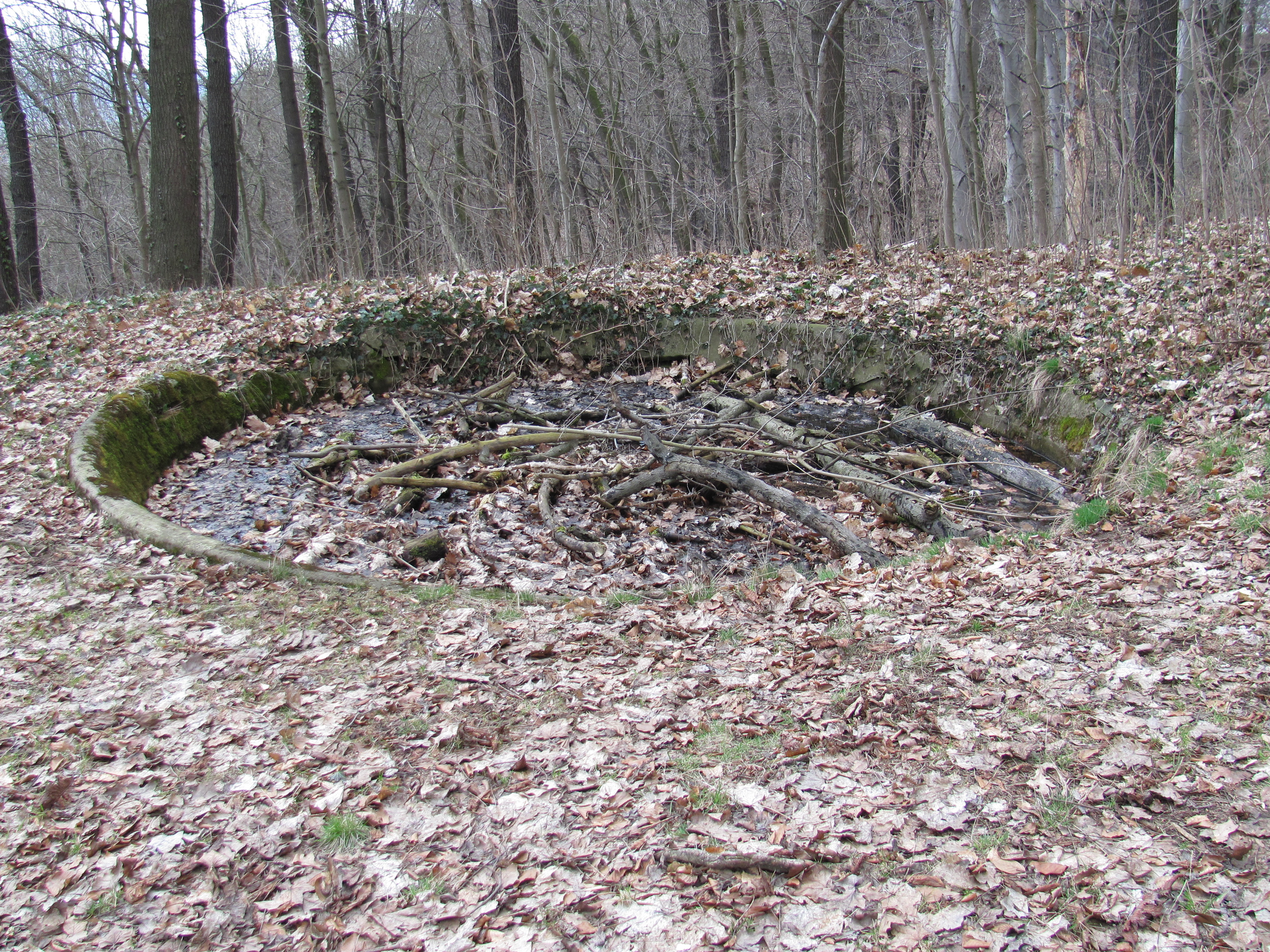
Brunnenbecken bei der Blechburg
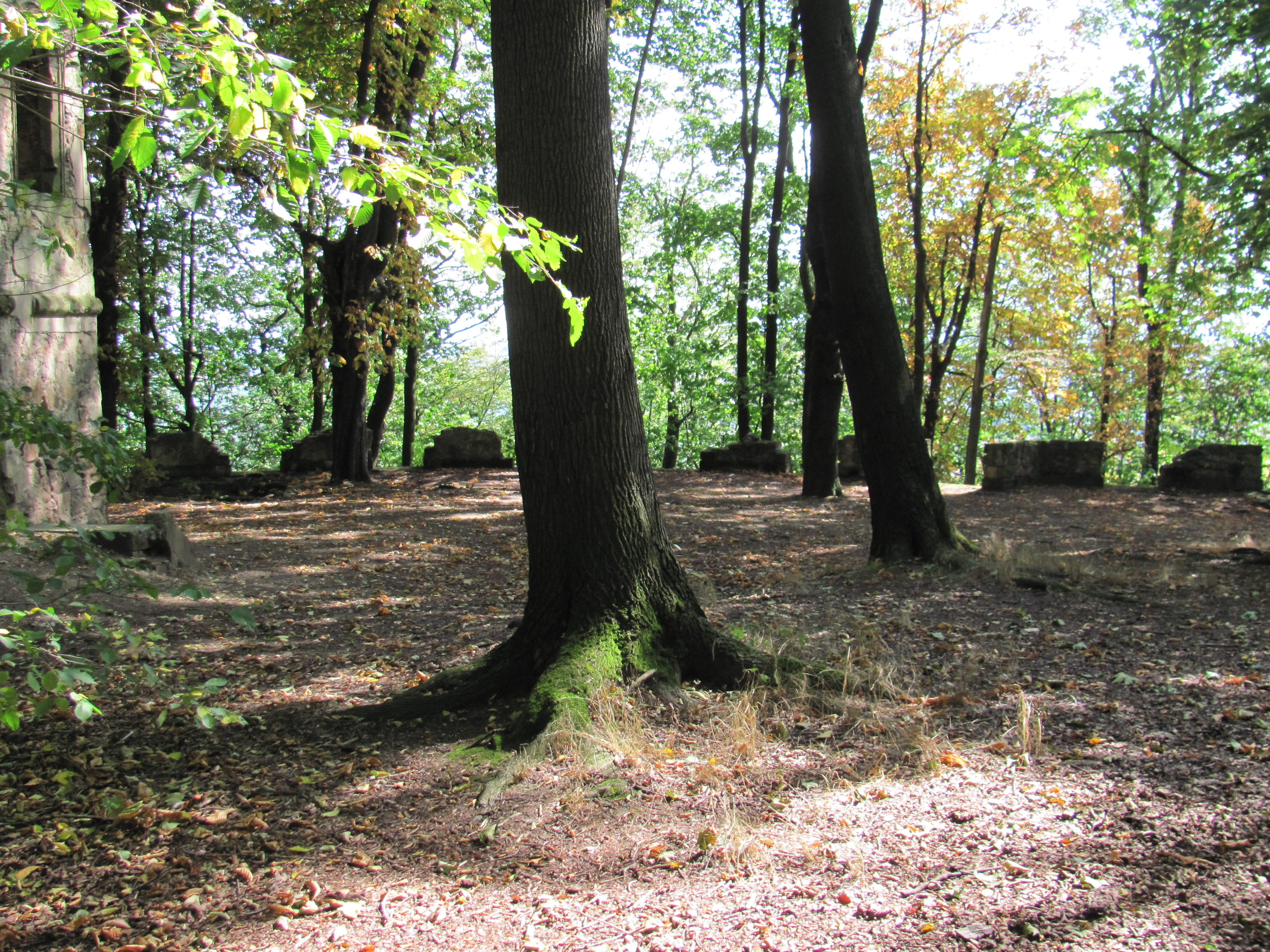
Zinnen der umgebenden Bastion, in den 2000er Jahren ohne Aussicht
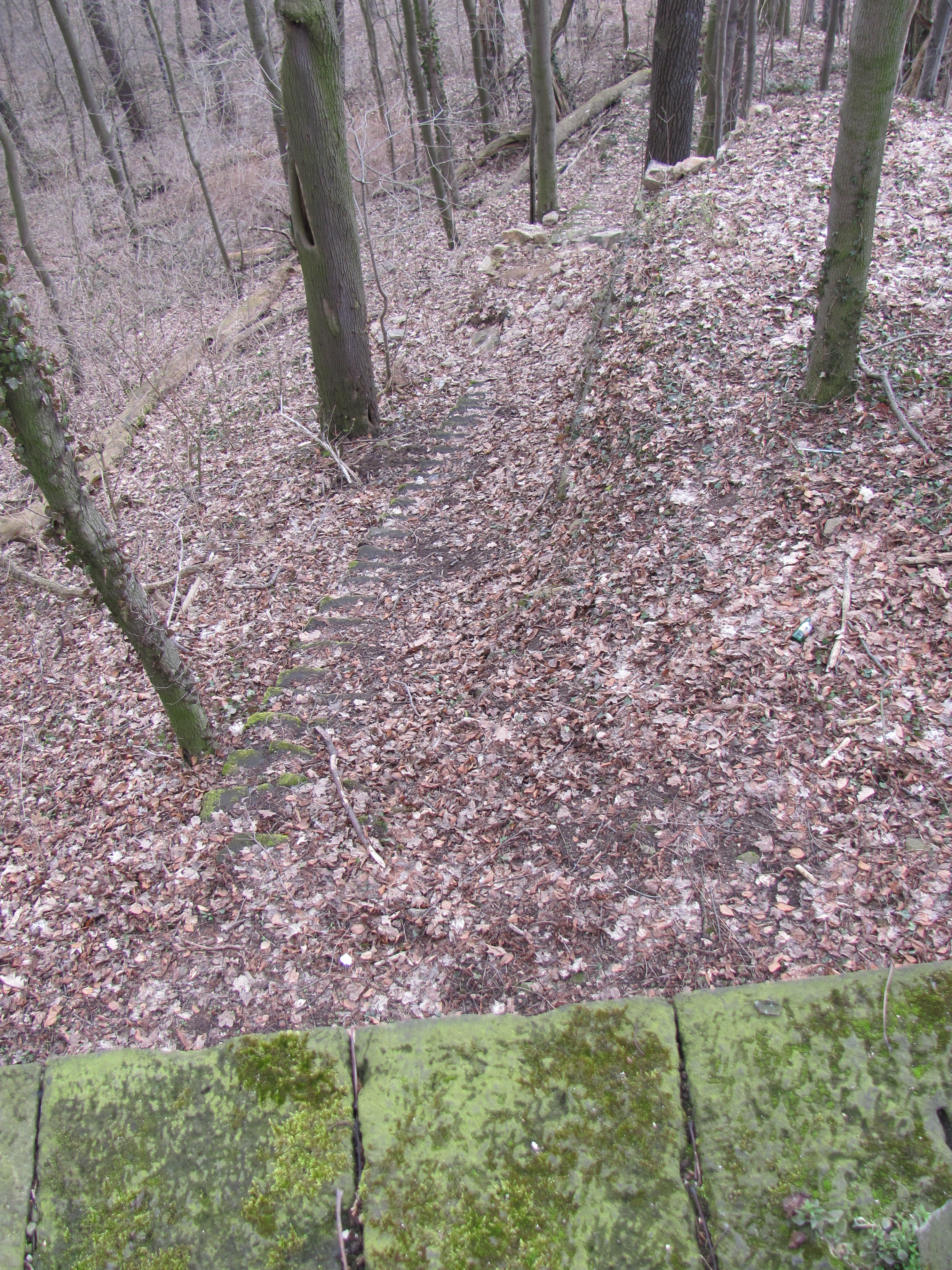
Blick von der Aussichtsbastion auf die nach unten führende, von vermodertem Laub bedeckte Treppe zur Villa